# X-ray 작전
X-ray 작전은 인천 상륙 작전을 앞두고 대한민국 해군 첩보부대 펼친 첩보 수집 작전이다. 함명수 중령이 지휘했으며 적의 내부를 본다는 의미에서 'X-ray'라는 작전명을 붙였다. 1950년 8월 17일 인천 앞바다인 영흥도로 잠입해 들어가서 영흥도와 덕적도를 근거지로 하여 9월 14일까지 북한군의 해안포 위치, 병력 규모, 수로에 배치돼 있는 기뢰의 위치와 제거의 임무를 맡아 성공적으로 수행했다. 

## 개요
조선민주주의인민군(이하 조선인민군)의 기습남침을 시작으로 6.25전쟁이 발발한지 3일 만에 대한민국의 수도 서울이 함락 당했다. 이에 다음날 더글러스 맥아더 원수가 한강방어선을 시찰한다. 이 시찰로 그는 인천상륙작전을 결심한다. 미군이 참전하기 전까지, 그리고 참전한 후에도 일정기간 동안 한국군이 밀릴 것이라고 예상했기에 병참보급선을 끊는 상륙작전이 필요하다고 본 것이다. 그의 예상대로 한국군과 UN군은 조선인민군에게 밀려 낙동강까지 밀려 나가 낙동강방어선이 형성된다. 이러한 절체절명의 순간, UN군사령부에서는 크로마이트 작전(Operation Chromite), 즉 인천상륙작전이 진행되고 있었다. 맥아더가 인천상륙작전을 최종으로 확정한 날인 8월 12일에 함명수 소령은 손원일 제독에게 첩보 임무를 부여받는다. 그리고 임무를 받은 당일부터 그는 대원을 선발하고 해군 정보국에서 특수 공작 임무를 담당하고 있던 김순기 중위를 불렀다. 함명수 소령은 김순기 중위에게 "2~3일 안에 신임하는 하사관 4~5명을 선발하여 특공대를 조직하라"고 지시한 후 임병래 소위와 장정택 소위를 따로 불러 똑같은 임무를 부여했다. 이후 세 장교들에게 조직 완료 보고를 받은 8월 16일 저녁, 조직된 첩보대 17명은 머리카락 등을 남기고 X-ray 작전에 투입된다.
8월 18일 01시, 자갈치 시장에 모인 대원들은 어선 백구(白鷗)호를 타고 극비리에 영흥도를 향해 출발한다. 8월 23일 밤, 백구호가 영흥도 근해에 이르렀고 다음날 01시 30분, 첩보대는 영흥도 십리포 해안에 상륙한다. 당시 영흥도는 이희정 중령의 '리작전(Lee Operation)'의 성공으로 대한민국 해군의 영향력 아래에 있었다. 영흥국민학교의 한 교실을 본부로 정한 첩보대원들은 그날부터 인천뿐만 아니라 수원과 서울 근교까지 드나돌며 정보를 수집하기 시작했다. 임병래 소위는 김순기와 함께 인천 등지로 잠입해 첩보를 수집하는 임무를 맡았다. 8월 24일 밤, 그 둘은 김순기가 과거 인천경비부에서 근무할 때 정보원으로 활용하던 중 피난을 가지 못해 조선인민군의 보안서원으로 부역(附逆)하던 권 씨와 접선하였고, 다음 날 밤 또 한 명의 정보원인 김 씨와도 접선하며 두 사람에게 많은 도움을 받으며 첩보활동을 한다. 특히나 통행증이 없다는 문제를 권 씨와 김 씨가 이를 제공하며 해결해주었다. 통행증이 생긴 이후 임병래는 김 씨의 집에 하숙인으로 위장하여 머무르면서 인천을 자유로이 드나들며 정보를 수집하기 시작했다.
가장 중요한 인천의 관문인 월미도의 해안 방어시설을 파악하기 위해 함명수는 첩보대원들을 월미도 해안도로 보수 공사장과 방어진지 구축 공사장에 인부로 위장취업 시켰다. 임병래도 공사장 인부로 취업하여 정보를 수집했다. 그리고 어떤 때는 조선인민군으로 위장하고 인천 일대를 누비기도, 경인가도 도로 보수 공사장의 노무자로 위장하여 병력과 장비의 이동상황을 탐지하기도 했다. 이러한 각종 정보는 대한민국 해군본부를 거쳐 맥아더사령부에 보고됐다.

그러던 중 미 해군 정보장교인 클라크(Eugene F. Clark) 대위의 팀이 9월 1일, 함명수 첩보부대와 합류하면서 대한민국 해군본부를 경유하지 않고 클라크 대위에게 직접 넘겨주면 됐기에 통신보안문제가 해결되었다.
시간이 지나 인천상륙작전 D-day를 이틀 앞둔 9월 13일, 영흥도의 해군 첩보부대에게 철수명령이 내려졌다. 대부분의 대원들은 인천 근해에 와있는 함정으로 철수하였지만, 잔무(殘務) 처리를 위해 임병래 소위와 홍시욱 삼등병조 등 6명의 첩보대원은 섬에 남았다. 그런데 다음날 대부도에 주둔하고 있던 조선인민군의 대대 병력이 9월 14일 0시경, 영흥도를 공격한다. 남아있던 임병래를 비롯한 첩보부대원 6명과 영흥도 청년 의용대원 30여 명만이 남아 치열한 전투를 벌인다.
하지만 전력의 차이로 많은 청년 의용대원이 전사하고 첩보부대원들은 쫓기며 십리포 해안에 다다랐다. 첩보대원 중  4명은 숨겨놓은 보트를 타고 구사일생으로 탈출하지만 적에게 포위된 임병래와 홍시욱 삼등병조는 기밀을 지키기 위해 자결한다.

## 트루디 잭슨 작전과의 연관성
비슷한 시기 인천 상륙 작전의 성공을 위한 동일한 목적으로 X-ray 작전과 트루디 잭슨 작전 이렇게 두개의 첩보작전이 펼쳐졌으나 두 첩보부대가 공조작전을 펼쳤다는 기록은 확인되지 않고 있다.

## 대중 문화
- 2016년 영화 인천상륙작전에서 X-ray 작전과 트루디 잭슨 작전을 소재로 삼아 줄거리를 만들었다.

## 같이 보기
- 트루디 잭슨 작전

## 참고 자료
- 영화‘인천상륙작전’실제 주인공에게 듣다
- ‘한국전쟁 대반전’ 이들의 희생으로 이루어지다